# Región geográfica inmediata de Videira
La región geográfica inmediata de Videira es una de las 24 regiones inmediatas del estado brasileño de Santa Catarina, una de las siete regiones inmediatas que componen la región geográfica intermedia de Caçador, y una de las 509 regiones inmediatas en Brasil, creadas por el IBGE en 2017. Está compuesta de 10 municipios.

## Municipios
| Región Geográfica Inmediata | Código | Municipios     |
| --------------------------- | ------ | -------------- |
| Videira                     | 420015 | Arroio Trinta  |
| Videira                     | 420015 | Fraiburgo      |
| Videira                     | 420015 | Ibiam          |
| Videira                     | 420015 | Iomerê         |
| Videira                     | 420015 | Monte Carlo    |
| Videira                     | 420015 | Pinheiro Preto |
| Videira                     | 420015 | Rio das Antas  |
| Videira                     | 420015 | Salto Veloso   |
| Videira                     | 420015 | Tangará        |
| Videira                     | 420015 | Videira        |